# Paya Terbang
Paya Terbang is een bestuurslaag in het regentschap Aceh Utara van de provincie Atjeh, Indonesië. Paya Terbang telt 446 inwoners (volkstelling 2010).